# Clarkia imbricata
Clarkia imbricata är en dunörtsväxtart som beskrevs av H. och M. Lewis. Clarkia imbricata ingår i släktet clarkior, och familjen dunörtsväxter. Inga underarter finns listade i Catalogue of Life.

## Bildgalleri

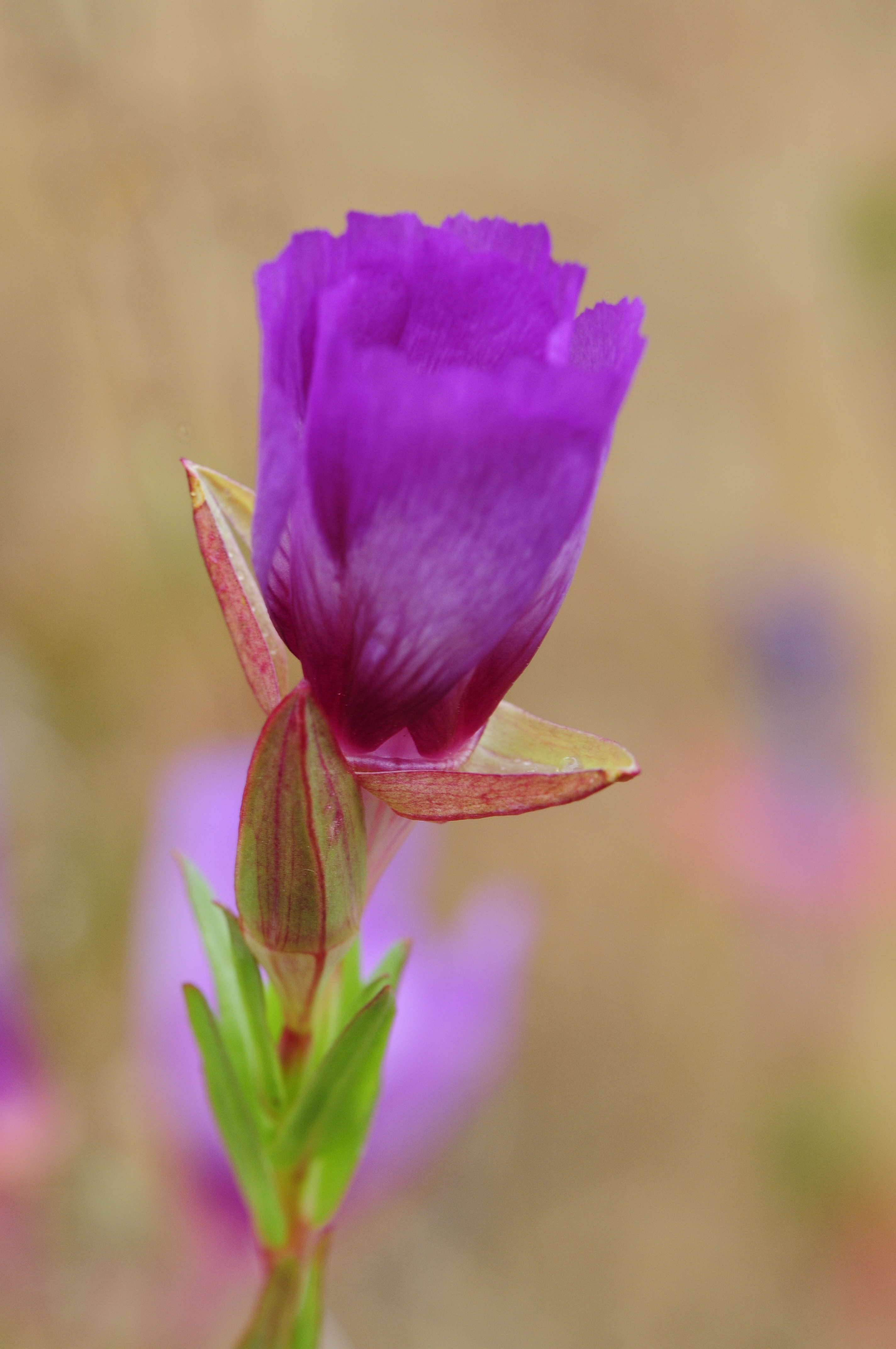